# Energiefeldtheorie
Die Energiefeldtherapie oder auch die Theorie des einheitlichen Menschen ist eine von Martha Elisabeth Rogers in den 1970ern in den Vereinigten Staaten von Amerika entwickeltes Pflegemodell. Es wird zu der Kategorie der Pflegeergebnismodellen gezählt und ist insbesondere als Grundlagenarbeit für die pflegewissenschaftliche Entwicklung von Bedeutung. Die Theorie gilt als eine der Grundlagen des Therapeutic Touch.
Rogers nahm für sich in Anspruch, alle damals verfügbaren Kenntnisse aus Natur- und Geisteswissenschaft zusammengetragen und sie mit den damaligen Erkenntnissen der Pflegewissenschaft verbunden zu haben. Die daraus entstandene Theorie bezeichnete Rogers als die Theorie des einheitlichen Menschen (engl. Science of unitary man, später Science of unitary human being). Auf dieser Grundlage konzipierte Rogers den ersten grundständigen Studiengang der Pflege in New York City. Die Theorie veröffentlichte sie unter dem Titel Die theoretischen Grundlagen der Pflege.
Entscheidende Begriffe der Theorie leiten sich von der Feldtheorie und der elektrodynamischen Theorie Northrops ab, die besagt, dass jeder Mensch ein elektrisches Energiefeld besitzt. Außerdem wurden Begriffe aus Albert Einsteins Relativitätstheorie und der allgemeinen Systemtheorie nach Ludwig von Bertalanffy verwendet. Rogers verstand den Menschen als ein unteilbares Energiefeld und sei in seiner Existenz, seiner Entwicklung und seinem Leiden mehr als die Summe seiner Teile. Diese nicht neue Erkenntnis bezog Rogers auf Pflege und Medizin und auf die Wechselwirkung zwischen den Energiefeldern Mensch und Umwelt. Die Energiefeldtheorie war Grundlage und Ausgangspunkt vieler anderer Pflegewissenschaftler, zum Beispiel Imogene Kings allgemeiner Systemtheorie oder Rosemarie Rizzo-Parses Human Becoming.
Kritisiert wird die Theorie vor allem wegen der naturwissenschaftlichen Kenntnisse, die Pflegekräfte brauchen, um die angesprochenen Theorien verstehen zu können. Sie gilt häufig als zu abstrakt und unverständlich und wird wegen ihrer Nähe zur Esoterik insbesondere in Europa kritisch betrachtet.